# Ophiactis longibrachia
Ophiactis longibrachia är en ormstjärneart som beskrevs av Hubert Lyman Clark 1901. Ophiactis longibrachia ingår i släktet Ophiactis och familjen bandormstjärnor. Inga underarter finns listade i Catalogue of Life.